# Oznake Slovenske vojske
Oznake Slovenske vojske delimo na:

## Znak SV
Znak SV se nosi na levem rokavu, na sredini nadlahti. Obstajajo različice za:
- poletno uniformo (prevladujejo svetle barve),
- bojno uniformo (prevladujejo temno-zelene, črne  barve, ki zagotavljajo neopaznost na bojišču),
- službeno uniformo (osnovna barva je rjava, z modro, rdečo, zlato in belo barvo).

## Oznake pripadnikov SV
Oznake pripadnikov SV se nosijo na pokrivalih. Razdelimo jih po nosilcih:
- vojak
- podčastnik in častnik
- general